# 手鎌村
手鎌村（てがまむら）は、福岡県の南部、三池郡にかつてあった村である。

## 概要
現在の大牟田市の北西部、大字唐船・岬・手鎌および甘木にあたる。なお、昭和開については、1950年代に始まった三池干拓事業により造成された土地であるため、旧手鎌村域には含まれない。
西は有明海に面し、南は大牟田町、東は銀水村、北東は倉永村、北は開村と接していた（開村は現在のみやま市）。

## 歴史
- 1889年4月1日 - 町村制が施行。唐船（とうせん）、岬（みさき）、手鎌（てがま）および甘木（あまぎ）の4村が合併して発足。
- 1907年5月1日 - 倉永、上内、銀水の3村と新設合併して銀水村となる。

## 学校
- 深倉小学校（のちの手鎌尋常小学校、現在の大牟田市立手鎌小学校）

## 交通
国鉄（現在のJR九州）鹿児島本線の線路が村の東端を掠めていたが、村内に駅は設けられていなかった。
また、旧手鎌村が合併で消滅した後に開業した九鉄（現在の西鉄天神大牟田線）の駅のうち、旧村域にあたるのは東甘木駅である。